# Никонов, Константин Павлович
Константин Павлович Никонов (1 июня 1922 — 1 августа 1982) — командир взвода 44-й гвардейской танковой бригады (11-й гвардейский танковый корпус, 1-я гвардейская армия, 1-й Белорусский фронт), гвардии старший лейтенант.

## Биография
Родился 1 июня 1922 года в селе Увары ныне Астраханской области.
Родился 1 июня 1922 года в селе Увары ныне Камызякского района Астраханской области в селе рабочего. Русский. Окончил Астраханскую школу судомашинистов речного флота. Работал
машинистом на пароходе.
В Красной Армии с декабря 1941 года. Окончил Камышинское танковое училище в декабре 1942 года. На фронтах Великой Отечественной войны с февраля 1943 года.
Гвардии старший лейтенант Никонов отличился в боях за город Лович (Польша). С 14 по 18 января 1945 года он действовал со своим взводом в разведке от передового отряда бригады. Смелыми, решительными
действиями взвод сеял панику в частях противника, наносил большие потери в живой силе и технике. 17 января 1945 года взвод Никонова воспрепятствовал противнику взорвать заминированный мост через реку Бзура, с боем захватил его и обеспечил внезапный захват города Лович. При этом был нанесен большой урон врагу. За короткий период взвод уничтожил до 200 автомашин, 4 танка, 12 орудий.

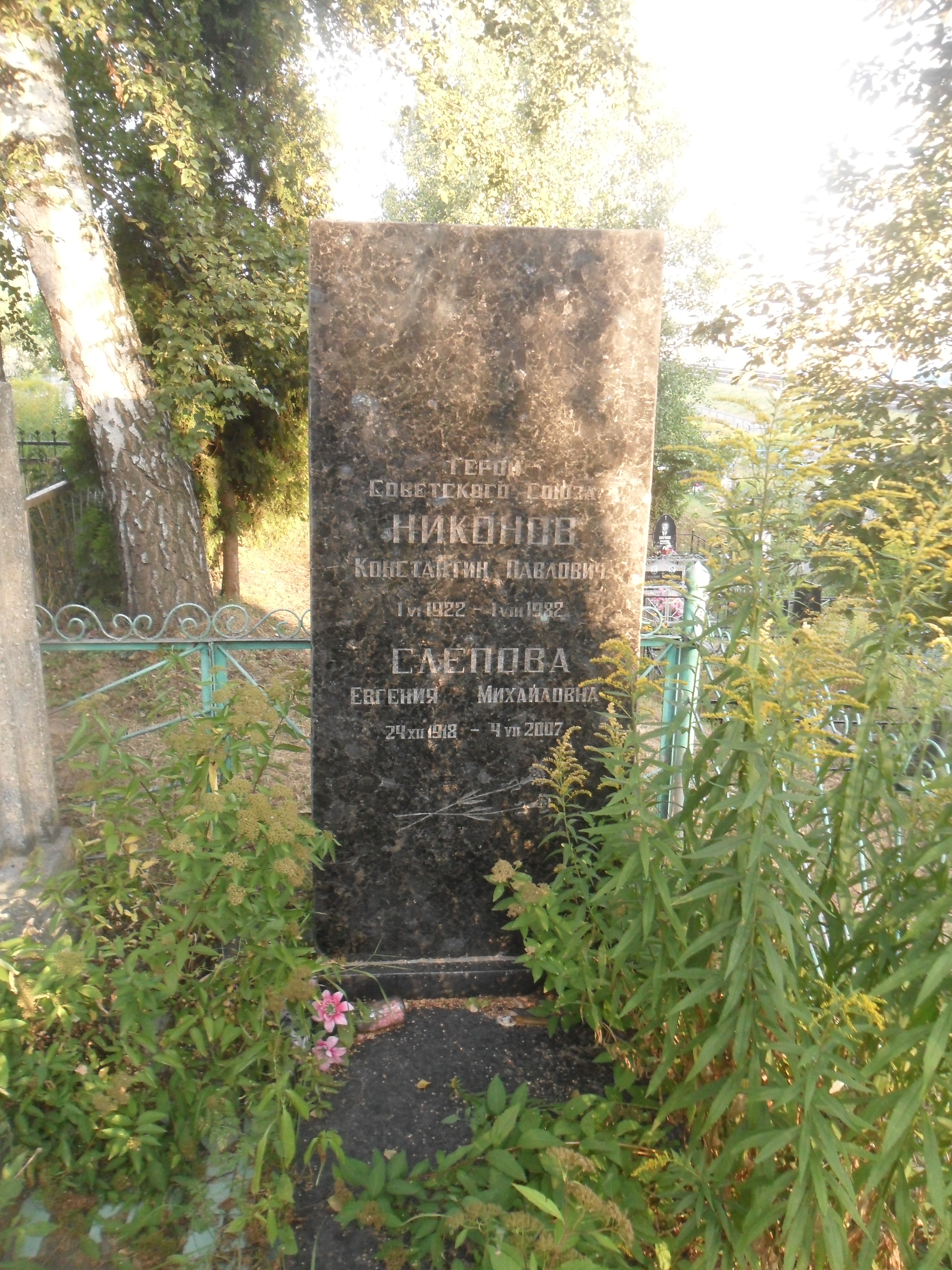
Могила Никонова на кладбище Масюковщина в Минске.

За мужество и героизм, проявленные в боях на территории Польши, 27 февраля 1945 года Константину Павловичу Никонову присвоено звание Героя Советского Союза с вручением ордена Ленина и медали «Золотая Звезда».
После Великой Отечественной войны в 1951 году окончил Высшую офицерскую школу самоходной артиллерии. До 1975 года полковник Никонов служил в армии. Затем работал начальником гражданской обороны на
заводе в Минске.
Умер 1 августа 1982 года, похоронен на кладбище Масюковщина в Минске.